# Clongowes Wood College
Il Clongowes Wood College è un collegio privato per ragazzi vicino a Clane nella contea di Kildare, in Irlanda. Fondato dai gesuiti nel 1814, è una delle più vecchie scuole cattoliche d'Irlanda e luogo d'ambientazione di Ritratto dell'artista da giovane (1916), il romanzo semiautobiografico di James Joyce. Il preside attuale è frate Leonard Moloney S.J. Il 2008 è il 195º anno accademico.
Nel 1886 il St Stanislaus College di Tullamore fu accorpato al Clongowes Wood College. La storia recente del collegio è stata scritta da frate Roland Burke Savaga S.J. e pubblicata nel giornale della scuola, il The Clongownian, negli anni ottanta, e da Peter Costello, quest'ultima pubblicata in un volume dal titolo Clongowes Wood: a History of Clongowes Record 1814-1989. Un altro importante studio sulla storia del college è The Clongowes Record 1814-1932 scritto da frate Timothy Corcoran. Oggi 12 gesuiti vivono nel castello che ospita il college.
La scuola è divisa in sei classi: rudimenti, grammatica, sintassi e scienze umanistiche, raggruppate in tre livelli: alto, basso e terzo livello.

## Storia
Il castello in cui ha sede la scuola sorge su un terreno di 323 ettari ed è appartenuto alla famiglia Wogan ed ereditato nel 1418. Il nome "Clongowes" deriva dall'irlandese di "prato" ("cluain") e "fabbro" ("gobha"), anche se originariamente era conosciuto come "Clongowes de Silva", dove "silva" in latino significa "bosco", in inglese "wood".
L'eredità passò successivamente alla famiglia Eustace e divenne parte della costa fortificata di The Pale nel 1494. Durante la restaurazione la famiglia Eustace perse il terreno, che venne venduto dalla famiglia Wogan-Brownes ai gesuiti nel marzo 1814 per £16 000.
Nello stesso anno venne aperta la scuola ed accettato il primo alunno, James MacLorinan (18 maggio 1814).

## Edificio
Il castello medievale, situato sui bastioni risalenti al XIV secolo, è la residenza della comunità religiosa e fu migliorato da un restauro nel XIX secolo. Nel 2004 fu completamente rinnovato e la reception venne spostata dall'edificio del 1999.
Il castello è collegato all'edificio più moderno da un corridoio sopraelevato arredato con ritratti, la Serpentine Gallery, in riferimento a James Joyce; tale galleria fu completamente demolita e ricostruita nel 2004 come parte del programma di risanamento dell'edificio scolastico.
Nel 1929 venne costruito un altro edificio costato £120 000, il quale è ora la facciata principale della scuola ed ospita le classi principali e i dormitori degli alunni che frequentano le classi di rudimenti, grammatica, sintassi e scienze umanistiche.
La Boys' Chapel ha un elaborato dossale, un grande organo a canne e una sequenza di dipinti raffiguranti le stazioni della via crucis dipinti da Sean Keating. Si dice che nella dodicesima stazione Ponzio Pilato assomigli al rettore del tempo, il quale rifiutò di pagare a Keating la cifra richiesta.

## Scuole gemellate
- Aloisiuskolleg, collegio gesuita a Bonn-Bad Godesberg, Germania;
- Collegium Augustianium Gaesdonck, collegio a Goch, Germania;
- Kolleg St. Blasien, collegio gesuita a St. Blasien, Germania
- Portora Royal School, scuola di grammatica a Enniskillen, Fermanagh, Irlanda;
- Saint Ignatius' College Riverview, Collegio gesuita a Sydney, Australia.